# Ptychosperma
Ptychosperma es un género con 124 especies de plantas con flores perteneciente a la familia  de las palmeras (Arecaceae).  
Es originaria de Papúa Nueva Guinea hasta el norte de Australia.

## Descripción
Son palmas generalmente cespitosas, inermes; con tallos de hasta 7 m de alto y 4–7 cm de diámetro, lisos, anillados; plantas monoicas. Hojas 8–10; pinnas 23–28 a cada lado, las medias 27–56 cm de largo y 3.5–5.7 cm de ancho, ápice oblicuamente premorso o ligeramente premorso-emarginado, regular o algo irregularmente arregladas; vaina 30–60 cm de largo, densamente blanco-lanada, pecíolo 13–58 cm de largo, finamente café-lepidoto. Inflorescencias infrafoliares, de 25–45 cm de largo, con 3 órdenes de ramificación, pedúnculo 2.5–6.5 cm de largo, bráctea peduncular inferior tubular, unida a y encerrada por el profilo, brácteas pedunculares superiores y brácteas de las ramas prominentes; raquillas 17–37 cm de largo, con 44–82 grupos de flores, basalmente en tríades y pares de flores estaminadas distalmente, verdes o blanco-verdosas; sépalos y pétalos libres; flores estaminadas ovoides, 6–8 mm de largo, estambres 26–40; yemas pistiladas 3–3.5 mm de largo, estaminodios dentiforme-lineares. Frutos irregularmente ovoides, 1.2–1.6 cm de largo y ca 0.8 cm de ancho, rojos, residuo estigmático apical, perianto persistente, epicarpo granular, mesocarpo carnoso, mucilaginoso o tanífero, endocarpo fibroso; semilla profundamente 5-acanalada o con apariencia 3-acanalada en sección transversal, endosperma homogéneo, embrión basal, eofilo bífido.

## Taxonomía
El género fue descrito por  Jacques Julien Houtton de La Billardière  y publicado en Mémoires de la Classe des Sciences Mathématiques et Physiques de L'Institut National de France 1808(2): 252–253. 1809.
Etimología
Ptychosperma: nombre genérico que deriva de las palabras griegas: ptyx = "pliegue o hendidura" y sperma = "semilla", en referencia a la semilla ranurada.

## Especies seleccionadas
- Ptychosperma advenum
- Ptychosperma alba
- Ptychosperma ambiguum
- Ptychosperma angustifolia
- Ptychosperma apendiculata
- Ptychosperma elegans
- Ptychosperma gracile
- Ptychosperma hentyi
- Ptychosperma macarthurii
- Ptychosperma waitianum